# Slaget vid Resaca de la Palma
Slaget vid Resaca de la Palma ägde rum den 9 maj 1846 under mexikansk-amerikanska kriget. En amerikansk armé på 2 200 man under Zachary Taylor besegrade en mexikansk styrka på 5 000 man, ledd av Mariano Arista. Slaget stod vid den uttorkade flodbädden Resaca de la Palma, nära dagens Brownsville i Texas.

## Upptakten till slaget
Natten till den 9 maj lämnade mexikanerna slagfältet vid Palo Alto och drog sig tillbaka 8 kilometer söderut längs landvägen mellan Point Isabel och Matamoros. Taylor gjorde inga försök till att förfölja dem då hans trupper var uttröttade efter gårdagens strider. 
Arista beslöt sig för att ta ställning längs den närliggande landsvägen och en uttorkad flodbädd, som kallades Resaca de la Palma av amerikanerna. Ställningen var fördelaktig för en försvarare och skyddades av tät skog och chaparall på båda sidor. Den tjocka vegetationen skulle ge gott skydd mot det amerikanska artilleriet, som visat sig så effektivt vid Palo Alto.
Övertygad att amerikanerna inte skulle våga sig på ett anfall mot ställningen förrän nästa dag, begav sig Arista till sitt högkvarter bakom fronten och lämnade befälet i händerna på Rómulo Díaz de la Vega.
Vid middagstid beslöt sig Taylor för att ta upp jakten på Aristas armé, men valde att lämna kvar sitt tunga artilleri med trossen vid Palo Alto. Vid tretiden på eftermiddagen nådde Taylors trupper fram till Resaca de la Palma, och efter att på avstånd ha rekognoserat den mexikanska linjen gav Taylor order om anfall. 

## Slaget
I ett försök att upprepa framgången från Palo Alto gav Taylor order till sitt ridande artilleri att, i samverkan med jägarsoldater, mjuka upp de mexikanska ställningarna. Artilleristerna hade emellertid stora svårigheter att transportera fram kanonerna genom den tjocka undervegetationen. Ett mexikansk kavallerianfall mot de amerikanska ställningarna kunde dock kastas tillbaka. Avancemanget genom den brutna terrängen fick dock bataljonerna att hamna i oordning.  

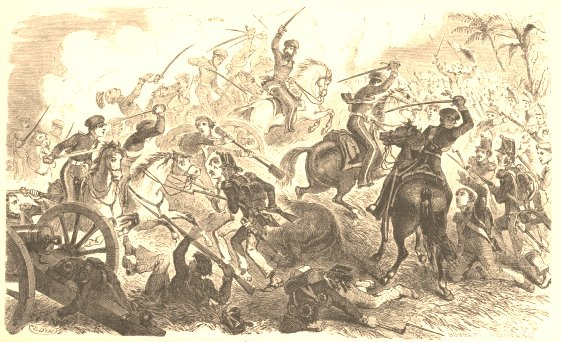
Sammanstötningarna mellan förbanden urattade ofta i blodiga närstrider. På bilden syns amerikanskt kavalleri i strid med mexikanska infanterister om en artilleribatteri. Teckning av okänd konstnär.

Irriterad över den långsamma framryckningen gav Taylor order till en skvadron ur 4:e dragonregementet att gå till anfall mot artilleriställningen på den mexikanska vänsterflanken.  
Anfallarna drev framgångsrikt bort de mexikanska artilleristerna från sina pjäser, men misslyckades med att erövra några av kanonerna. Det amerikanska infanteriet avancerade sedan mot flodbädden och kastade tillbaka  mexikanerna efter hårda strider.  
Framryckningen skedde samtidigt som enheter ur det amerikanska 4:e infanteriregementet lyckades kringgå mexikanernas vänstra flank och hotade dem i ryggen. Under anfall från två håll började den mexikanska linjen vackla för att snart upplösas i vild flykt. 
När Arista fick underrättelser om kaoset på den mexikanska vänsterflanken, ledde han personligen ett antal misslyckade motanfall mot de framryckande amerikanerna, men insåg snart att slaget var förlorat.  

## Resultat och följder
Striderna hade kostat amerikanerna 45 döda och 98 sårade medan de mexikanska förlusterna uppgick till 160 döda och 228 sårade. Nederlaget tvingade mexikanerna att häva belägringen av Fort Texas och dra sig tillbaka över Rio Grande. De amerikanska trupperna hade därmed tagit kontroll över det omstridda territoriet ner till floden. Taylor utnyttjade sin seger till att besätta Matamoros den 18 maj, men väntade med att tränga in på mexikanskt territorium tills han erhållit nya order från Washington.

## Bildgalleri

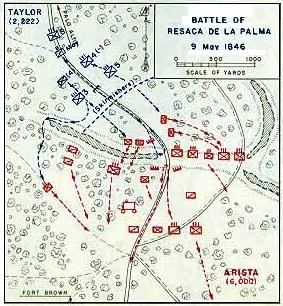
Karta över slaget med förbandens gruppering vid slagets början.
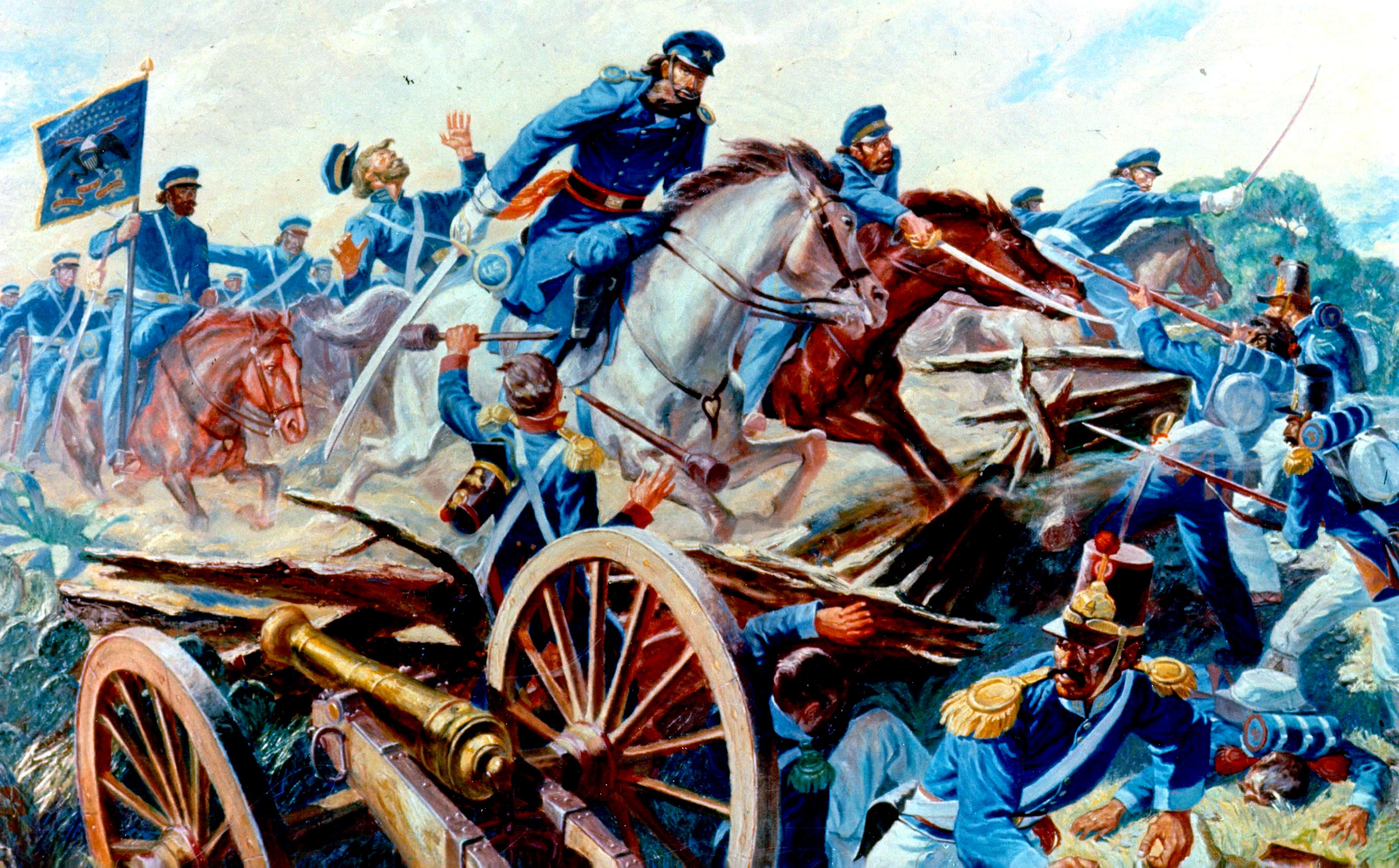
Det amerikanska 2:a dragonregementet anfaller ett mexikanskt artilleribatteri. Målning av okänd konstnär.

### Webbkällor
- https://www.thoughtco.com/battle-of-resaca-de-la-palma-2361050
- https://www.nps.gov/paal/learn/historyculture/resacadelapalma.htm